# AMTV Hamburg
Der Altrahlstedter Männerturnverein von 1893 e. V. (AMTV Hamburg) ist ein Sportverein in Hamburg-Rahlstedt. Der AMTV gehört zu den 50 größten Sportvereinen in Deutschland und zu den 10 größten Sportvereinen in Hamburg. Der Verein hat etwa 6.000 Mitglieder und besitzt Abteilungen unter anderem für Gymnastik, Schwimmen, Tischtennis, Turnen, Handball, Tanzsport, Leichtathletik, Judo, Ju-Jutsu, Basketball, Triathlon und Karate.

## Geschichte
Die Vereinsgründung erfolgte im Jahr 1893. Die Schwimmabteilung wurde im Jahr 1947 gegründet, die Judo-Abteilung im Jahr 1982. Bereits Mitte der 1950er Jahre nahm die Wasserballabteilung an der Winterrunde des Verbandes teil. Die Handballmannschaften der Altrahlstedter (Feld wie Halle), die damals vom späteren Bundestrainer Werner Vick betreut wurden, stiegen 1951 in die Stadtliga, die damals höchste Hamburger Spielklasse, auf. Mitte der 1970er Jahre spielten die Männer in der Regionalliga Nord.

## Ausstattung
Das Vereinszentrum (mit Fitnessstudio) befindet sich im Zentrum Rahlstedts. Einen Kilometer entfernt unterhält der Verein das AMTV-Aktivzentrum mit einer 3-Feld Sporthalle. Die Schwimmangebote erstrecken sich auf das Hallenbad Rahlstedt sowie die Farmenser Schwimmhalle. Die Tischtennisabteilung nutzt die Schulturnhallen der Schule Neurahlstedt und des Gymnasiums Rahlstedt. Die Outdooraktivitäten finden auf dem Gelände des Sportparks Rahlstedt statt.

## Erfolge
Der Schwerpunkt des Vereins liegt in der Förderung des Freizeit- und Breitensports, aber auch im Leistungssport war der AMTV Hamburg in einigen Bereichen sehr erfolgreich:
- die Schwimmerin Birte Steven ist mehrfache deutsche Meisterin, Olympiateilnehmerin und WM-Sechste 2007 im Brustschwimmen
- die Damenschwimmmannschaft startet im Jahr 2007 in der 1. Bundesliga Schwimmen
- die Kata-Mannschaft mit Miriam Heinrich, Jutta Heinrich und Anke Lepthien erreichte bei den Deutschen Karate Meisterschaften 2006 den dritten Platz
- die Handballmannschaft spielte vier Jahre in der Regionalliga und hat (zum Teil durch das Zweitspielrecht) mehrere Bundesligaspieler hervorgebracht (unter anderem Dennis Klockmann, Henning Wiechers, Hanno Holzhüter, Jan Schult, Adrian Wagner und Leif Tissier). In der Saison 2017/18 gelang der Aufstieg in die viertklassige Oberliga Hamburg – Schleswig-Holstein, in der sie auch  noch 2023/24 spielen.